# Thracia condoni
Thracia condoni är en musselart som beskrevs av Dall 1909. Thracia condoni ingår i släktet Thracia och familjen Thraciidae. Inga underarter finns listade i Catalogue of Life.